# Pachyloides maculatus
Pachyloides maculatus is een hooiwagen uit de familie Gonyleptidae.